# Rodriguez-sziget
Rodriguez-sziget (franciául: Île Rodrigues; kreol nyelven: Rodrig) a Mauritiusi Köztársaság autonóm külső szigete az Indiai-óceánban, Mauritiustól körülbelül 560 km-re keletre. A sziget keleti vége egész Afrika legkeletibb pontja egyben; érdekesség, hogy Izland kivételével valamennyi eurázsiai ország közelebb van hozzá, mint Afrika legnyugatibb pontja, a zöld-foki Porto Novo, s Tűzföld révén még Argentína és Chile is egy kicsit közelebb fekszenek Rodrigues-hez.
A Mascarenhas-szigetcsoport része, ami Rodriguez mellett magában foglalja Mauritius szigetét és Réuniont. Vulkanikus eredetű, korallzátonyok veszik körül. Néhány apró, lakatlan sziget található a partjainál. Egykoron közigazgatásilag Mauritius tizedik körzete volt; 2002. december 10-én nyerte el autonóm státuszát, azóta már a Rodriguez-i Regionális Közgyűlés (Rodrigues Regional Assembly) kormányozza. A sziget fővárosa Port Mathurin.
Lakosai mauritiusi állampolgárok. 2014-ben a sziget lakossága körülbelül 41 669 volt, melynek többsége afrikai származású. Gazdasága elsősorban a halászatra, a mezőgazdaságra, a kézművességre és a fejlődő turizmusra épül.

## Történelem
Az arabok már a 10. századtól látogatták Mascarenhas szigeteit. Ash-Sharif al-Idrisi arab földrajztudós 12. századi térképe világosan mutatja a három szigetet: Dina Arobi (Mauritius), Dina Margabin (Réunion) és Dina Moraze (Rodriguez). A szigetet Dom Diogo Rodrigues portugál hajosról nevezték el 1528-ban.
1601-től kezdve a hollandok élelmiszerekért kezdték látogatni a szigetet. 1691-ben a hugenotta François Leguat és 7 társa partra szállt a szigeten. Ők mezőgazdasági gyarmatot szerettek volna létrehozni protestáns menekültekből, azonban nem járták sikerrel.
A 18. században a franciák több kísérletet is tettek a sziget fejlesztésére és gyarmatosítására. A franciák afrikai rabszolgákat hoztak a szigetre – ők a sziget mai lakosságának ősei. A szigetet Franciaország állattenyésztésre és gazdálkodásra használta.
A britek a napóleoni háborúk végén kapták meg a szigetet a franciáktól. Mivel ekkor már a rabszolgaságot felszámolták a Brit Birodalomban, a szigeten sem volt már legális a rabszolgaság intézménye a brit megszállást követően.1968-ban, a függetlenség elnyerésekor Rodrigues egyesült Mauritiusszal. 2002 óta az országgyűlés egyöntetű döntése alapján autonóm státusszal rendelkezik. Az Organisation du Peuple Rodriguais elnevezésű párt a sziget függetlenítésére törekszik Mauritiustól.

## Közigazgatás
| \| Sz. \| Zóna \| Fő 2000-ben \| \| --- \| ------------------------------ \| ----------- \| \| 1 \| Piments-Baie Topaze \| 1445 \| \| 2 \| La Ferme \| 1112 \| \| 3 \| Baie Malgache \| 1076 \| \| 4 \| Oyster Bay \| 2594 \| \| 5 \| Port Mathurin \| 5929 \| \| 6 \| Grand Baie-Montagne Goyaves \| 844 \| \| 7 \| Roche Bon Dieu-Trèfles \| 2059 \| \| 8 \| Lataniers-Mont Lubin \| 3806 \| \| 9 \| Petit Gabriel \| 3658 \| \| 10 \| Mangues-Quatre Vents \| 2870 \| \| 11 \| Plaine Corail-La Fouche Corail \| 2832 \| \| 12 \| Rivière Cocos \| 2893 \| \| 13 \| Port Sud-Est \| 2717 \| \| 14 \| Coromandel-Graviers \| 1944 \| \| \| Rodrigues \| 35779 \| |                                |             |
| Sz. | Zóna                           | Fő 2000-ben |
| 1 | Piments-Baie Topaze            | 1445        |
| 2 | La Ferme                       | 1112        |
| 3 | Baie Malgache                  | 1076        |
| 4 | Oyster Bay                     | 2594        |
| 5 | Port Mathurin                  | 5929        |
| 6 | Grand Baie-Montagne Goyaves    | 844         |
| 7 | Roche Bon Dieu-Trèfles         | 2059        |
| 8 | Lataniers-Mont Lubin           | 3806        |
| 9 | Petit Gabriel                  | 3658        |
| 10 | Mangues-Quatre Vents           | 2870        |
| 11 | Plaine Corail-La Fouche Corail | 2832        |
| 12 | Rivière Cocos                  | 2893        |
| 13 | Port Sud-Est                   | 2717        |
| 14 | Coromandel-Graviers            | 1944        |
| | Rodrigues                      | 35779       |

## Oktatás
Oktatási rendszere hasonló Mauritius más részeinek oktatási rendszeréhez. Egészen a felsőoktatásig ingyenes az oktatás, ezt a kormány biztosítja. Főként angol nyelven folyik.

## Közlekedés
A szigetet kiszolgáló Sir Gaëtan Duval repülőtérről rendszeres járatok indulnak a Mauritius szigetén található Sir Seewoosagur Ramgoolam nemzetközi repülőtérre.

## Gazdaság
Rodriguez gazdasága leginkább Mauritiustól függ. A fő bevételi forrása a turizmus, a halászat, a mezőgazdaság, valamint az állattenyésztés. A kézművesipar hasznosnak bizonyult a sziget gazdasága szempontjából. A tengeri termékek, a szarvasmarha és az élelmiszer-növények exportjából származó bevétel azonban kisebb, mint az importtermékek költségei, ami hiányt okoz. 2020-ban az egy főre jutó bruttó nemzeti jövedelem körülbelül 16 400 dollár volt.

## Kultúra

### Népzene
A sziget hagyományos zenéje a Sega Tambour. A zene hangsúlyos ritmusú, általában harmonikával, tapssal és rögtönzött ütőhangszerekkel, például bambuszokkal kísért.

### Sportélet
A legelterjedtebb sportág Rodriguez szigetén a labdarúgás. Szinte egész évben vannak helyi versenyek és bizonyos versenyek győztesei Mauritiusra utaznak megmérkőzni az ország más csapataival.

## Fordítás
- Ez a szócikk részben vagy egészben  a   Rodrigues című angol Wikipédia-szócikk ezen változatának fordításán alapul.  Az eredeti cikk szerkesztőit annak laptörténete sorolja fel. Ez a jelzés csupán a megfogalmazás eredetét és a szerzői jogokat jelzi, nem szolgál a cikkben szereplő információk forrásmegjelöléseként.